# Eleccions al Parlament de Galícia de 2012
Les eleccions al Parlament de Galícia de 2012 són les eleccions que donaren pas a la VIII legislatura i se celebraren el diumenge 21 d'octubre de 2012, el mateix dia que les eleccions al Parlament del País Basc.

## Resultats electorals
| Eleccions al Parlament de Galícia de 2012            |                      |         |       |        |     |
| Partit                                               | Candidat             | Vots    | %     | Escons | +/- |
| Partido Popular de Galicia (PPdeG)                   | Alberto Núñez Feijóo | 653.934 | 45,72 | 41     | +3  |
| Partido dos Socialistas de Galicia-PSOE (PSdeG-PSOE) | Pachi Vázquez        | 293.671 | 20,53 | 18     | -7  |
| Alternativa Galega de Esquerda (EU-ANOVA)            | Xosé Manuel Beiras   | 200.101 | 13,99 | 9      | +9  |
| Bloque Nacionalista Galego (BNG)                     | Francisco Jorquera   | 145.389 | 10,16 | 7      | -5  |
| Unión Progreso y Democracia (UPyD)                   | José Canedo          | 21.212  | 1,48  | 0      | =   |
| Escanos en Branco (Eb)                               | -                    | 17.116  | 1,19  | 0      | N/A |
| Sociedade Civil e Democracia (SCD)                   | Mario Conde          | 15.781  | 1,10  | 0      | N/A |
| Compromiso por Galicia (CxG)                         | Xoán Bascuas         | 14.459  | 1,01  | 0      | =   |
| Partido Animalista contra o Maltrato Animal (PACMA)  | -                    | 7.729   | 0,54  | 0      | N/A |
| Democracia Ourensana (DO)                            | -                    | 4.203   | 0,29  | 0      | =   |
| Partido da Terra (PT)                                | -                    | 3.164   | 0,22  | 0      | N/A |